# خوزه بلینگی
خوزه بلینگی (انگلیسی: José Bellingi؛ زادهٔ ۸ ژوئیهٔ ۱۹۸۸) بازیکن فوتبال اهل آرژانتین است.